# Metrópoli Tolón Provenza Mediterráneo
La Metrópoli Tolón Provenza Mediterráneo (Francés: Métropole Toulon Provence Méditerranée), es una Métropole  intercomunal que concentra la comuna de Toulon (Francia) y algunos de sus suburbios.
Las 12 comunas de la comunidad son:
- Carqueiranne
- La Crau
- La Garde
- Hyères
- Ollioules
- Le Pradet
- Le Revest-les-Eaux
- Saint-Mandrier-sur-Mer
- La Seyne-sur-Mer
- Six-Fours-les-Plages
- Toulon
- La Valette-du-Var

- Datos: Q2986935
- Multimedia: Métropole Toulon Provence Méditerranée / Q2986935